# Tiger Flowers
Tiger Flowers (właśc. Theodore Flowers, ur. 5 sierpnia 1895 w Camilli w stanie Georgia, zm. 16 listopada 1927 w Nowym Jorku) – amerykański bokser, zawodowy mistrz świata kategorii średniej.
Był Afroamerykaninem. Jako pierwszy czarnoskóry pięściarz od czasu Jacka Johnsona został zawodowym mistrzem świata. Leworęczny, znany był z defensywnego stylu walki. Był również znany ze swej religijności – był diakonem w kościele w Atlancie.
Rozpoczął karierę boksera zawodowego w 1918. Wygrał pierwsze 18 walk, zanim w sierpniu 1921 znokautował go Panama Joe Gans, który powtórzył to w grudniu tego roku. Flowers walczył głównie z czarnoskórymi bokserami, przeważnie wygrywając, chociaż w styczniu 1922 znokautował go Kid Norfolk, a w czerwcu tego roku Sam Langford. w lipcu 1922 Flowers zremisował z Norfolkiem i przegrał z Jamaica Kidem. W kwietniu następnego roku stoczył walkę no decision z Jamaica Kidem, wygraną zdaniem prasy, ale w następnym miesiącu doznał nokautu z rąk Norfolk Kida w pojedynku o mistrzostwo świata kolorowych w wadze półciężkiej. We wrześniu 1923 pokonał go Fireman Jim Flynn (Flowers doznał kontuzji ręki, która uniemożliwiała dalszą walkę).
21 sierpnia 1924 zmierzył się w walce no decision z Harrym Grebem, który był wówczas mistrzem świata w wadze średniej. Zdaniem prasy Greb był w tym pojedynku lepszy. W 1924 Flowers walczył 36 razy, w tym pięciokrotnie z Jamaica Kidem (2 wygrane i 3 no decision), a także z byłym mistrzem świata w wadze średniej Johnnym Wilsonem, którego pokonał przez techniczny nokaut w 3. rundzie. W 1924 stoczył 31 pojedynków, głównie zwycięskich, chociaż dwukrotnie znokautował go Jack Delaney, a Mike McTigue odniósł kontrowersyjne niejednogłośne zwycięstwo na punkty.

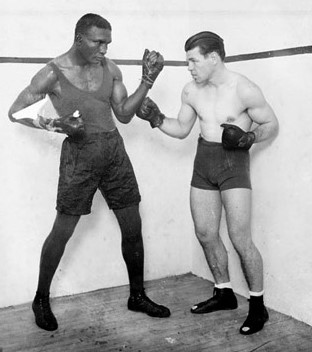
Flowers (z lewej) i Mickey Walker

26 lutego 1926 Flowers zdobył tytuł mistrza świata w wadze średniej, gdy w Madison Square Garden w Nowym Jorku pokonał na punkty Harry’ego Greba. Werdykt był niejednogłośny, a obserwatorzy uznali go za kontrowersyjny. Po wygraniu sześciu kolejnych walk towarzyskich Flowers stanął do walki rewanżowej w Grebem, którą 19 sierpnia tego roku również wygrał niejednogłośnie. Werdykt wzbudził żywiołowe protesty widowni. 15 października tego roku Flowers przegrał walkę towarzyską z Maxie Rosenbloomem, z 3 listopada 1916 w Chicago stracił tytuł mistrza świata, gdy pokonał go na punkty Mickey Walker.
W 1927 Flowers walczył w wadze półciężkiej, staczając 19 pojedynków, z których przegrał tylko 1 (z Leo Lomskim). Dwukrotnie zremisował w tym roku z Maxie Rosenbloomem, a także pokonał Pete’a Latzo.
W listopadzie 1927 poddał się operacji usunięcia blizny z okolicy oka. Zmarł w trakcie operacji (w podobnych okolicznościach rok wcześniej zakończył życie Harry Greb). Jego pogrzeb w Atlancie zgromadził ok. 75 tysięcy osób.
Flowers został wybrany w 1993 do Międzynarodowej Bokserskiej Galerii Sławy.